# Palacio de Eltz

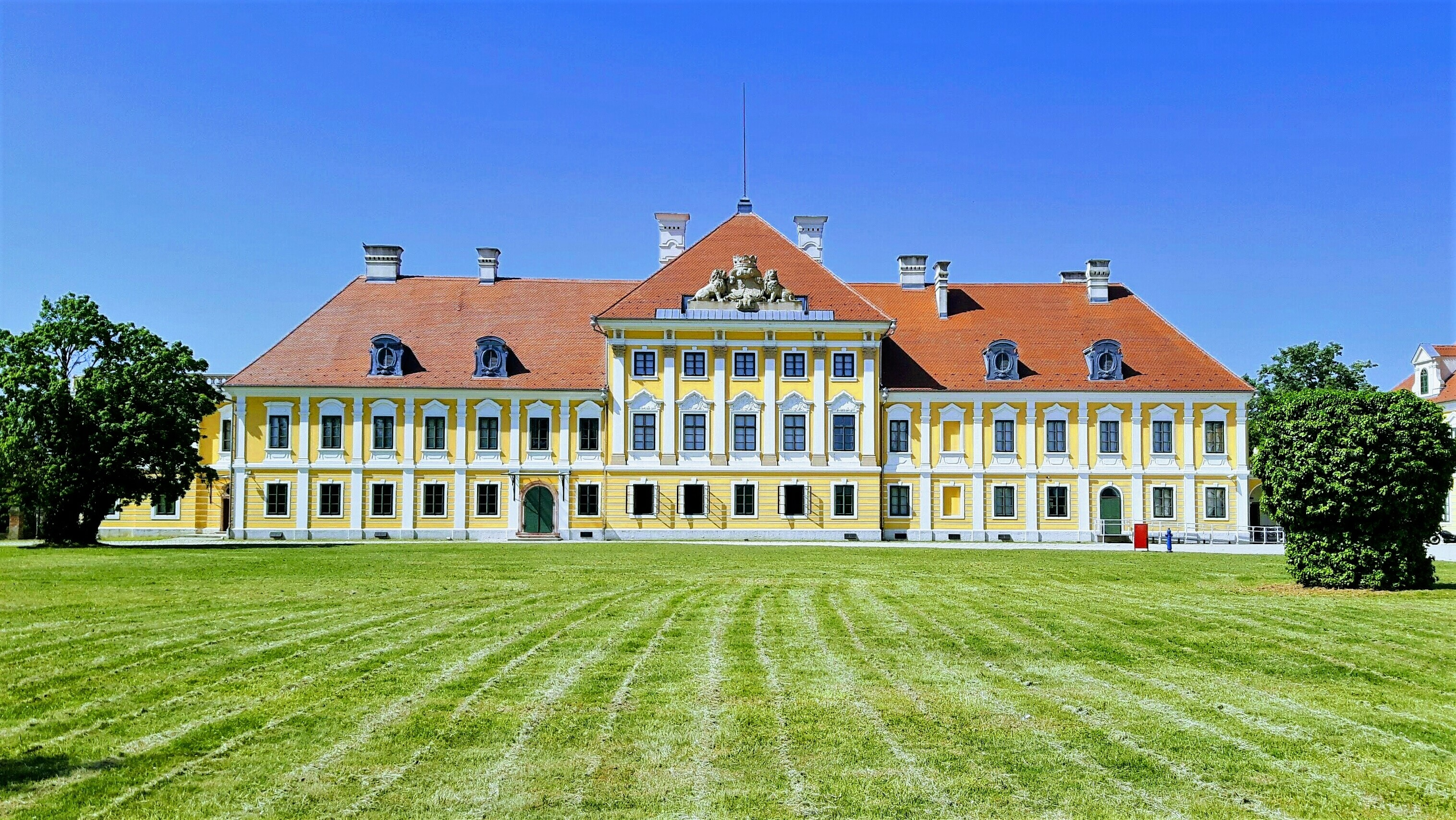
Palacio de Eltz

El Palacio de Eltz (en croata: Dvorac Eltz, en alemán: Schloss Eltz) es una mansión situado en la ciudad de Vukovar, Croacia, una casa solariega del siglo XVIII que alberga el Museo de la Ciudad de Vukovar.
La mansión fue construida entre 1749 a 1751 por la Casa de Eltz, que se extendió gradualmente a lo largo del tiempo. Los Eltz son una prominente y noble familia católica alemana con lazos con Croacia desde que adquirió el señorío de Vukovar en 1736.
La finca fue confiscada por los comunistas, y la familia Eltz había abandonado el país por la década de 1920. En la década de 1990, Jakob Eltz regresó al país. La casa solariega, sin embargo, sufrió gran cantidad de daños durante la Guerra de Croacia, cuando fue bombardeada por el Ejército Popular Yugoslavo durante la Batalla de Vukovar.
La mansión, que ya apareció previamente, se representa en el Reverso del billete croata de 20 kunas, puesto en circulación en los años 1993 y 2001.
Después de cuatro años de trabajos, fue restaurado por completo al estado en que se encontraba antes de la guerra, en octubre del año 2011.

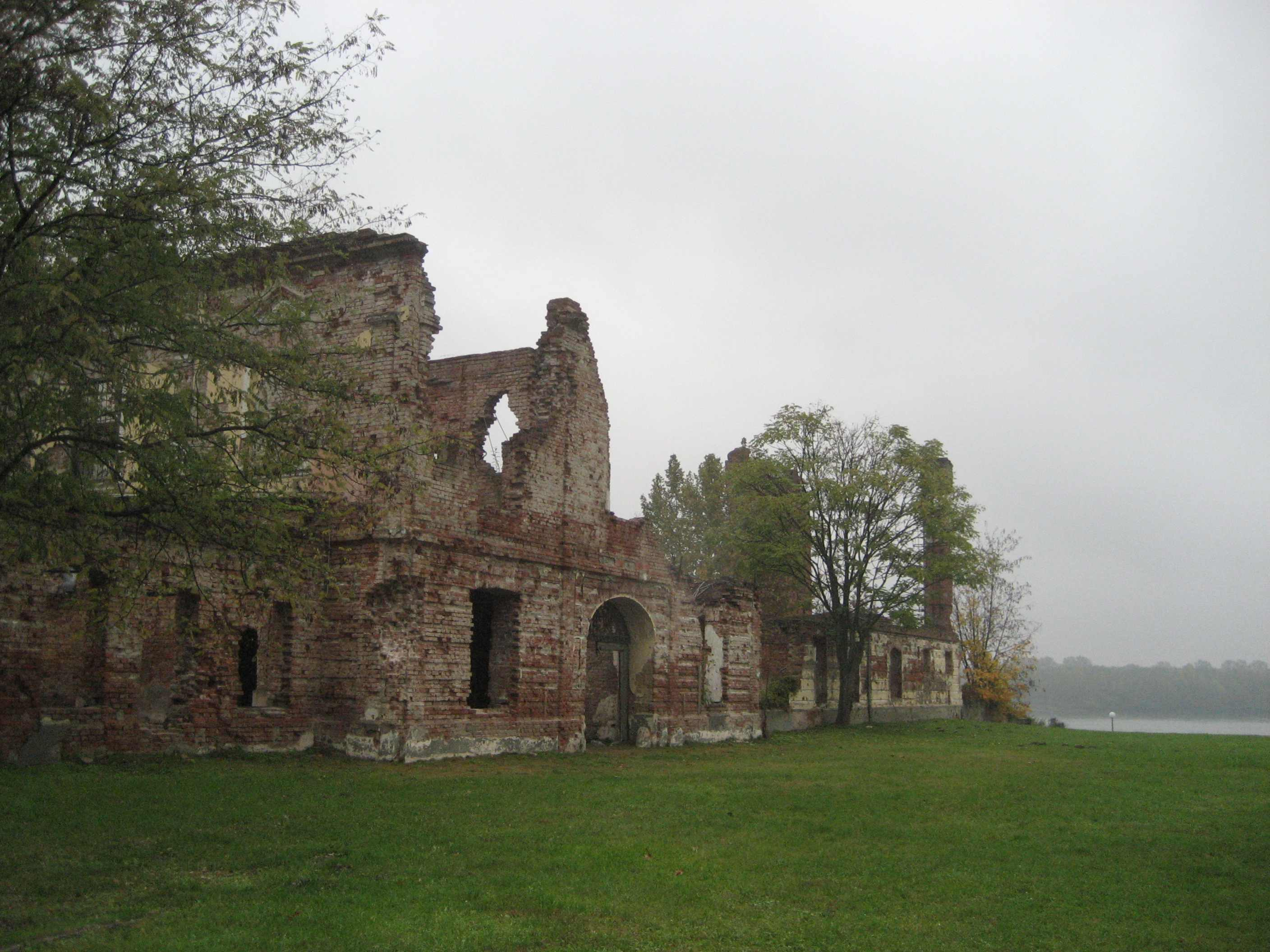
Partes de la mansión casi fueron destruidas por completo
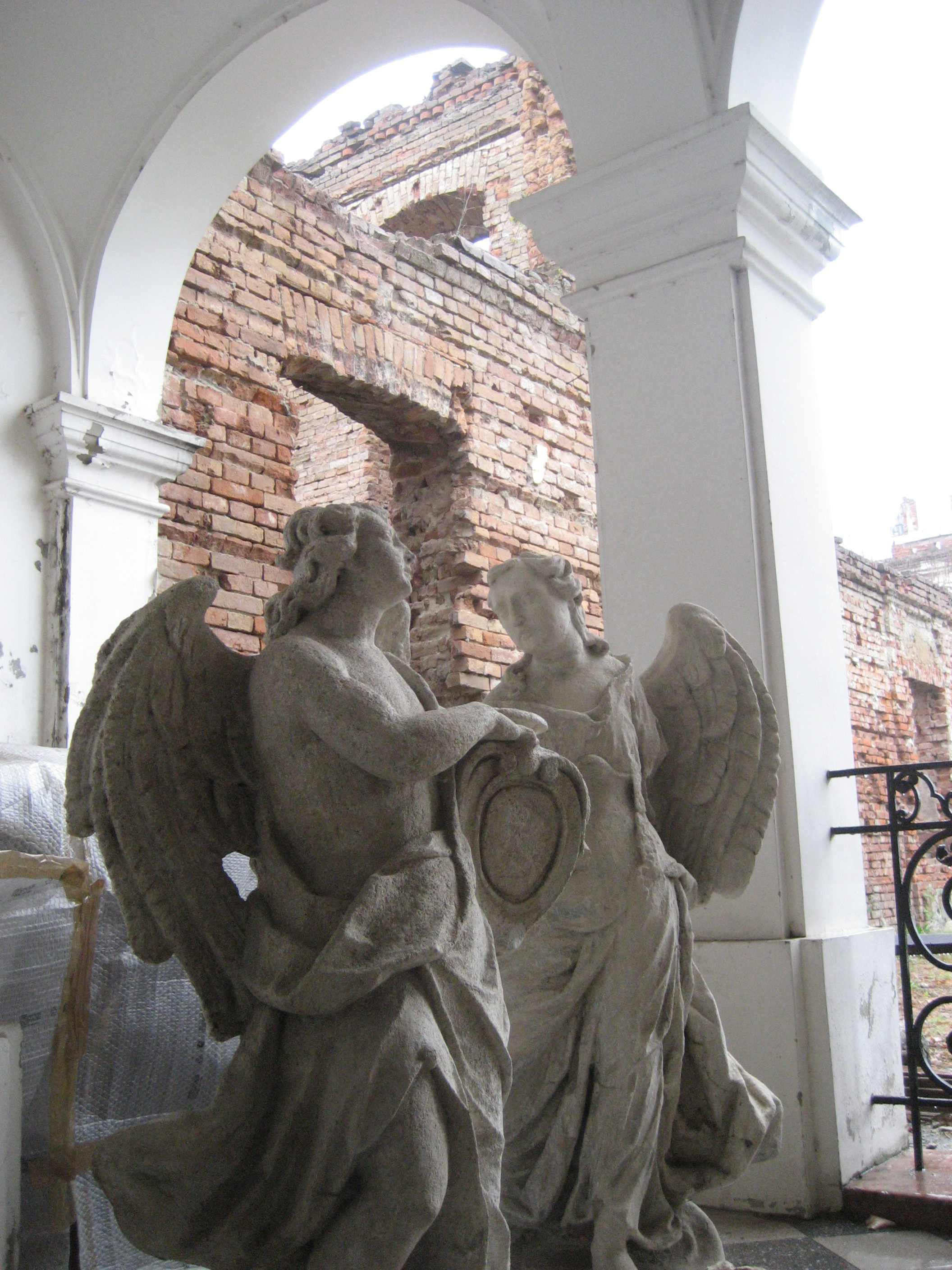
Las estatuas de los ángeles en un entorno heráldico, con las ruinas al fondo
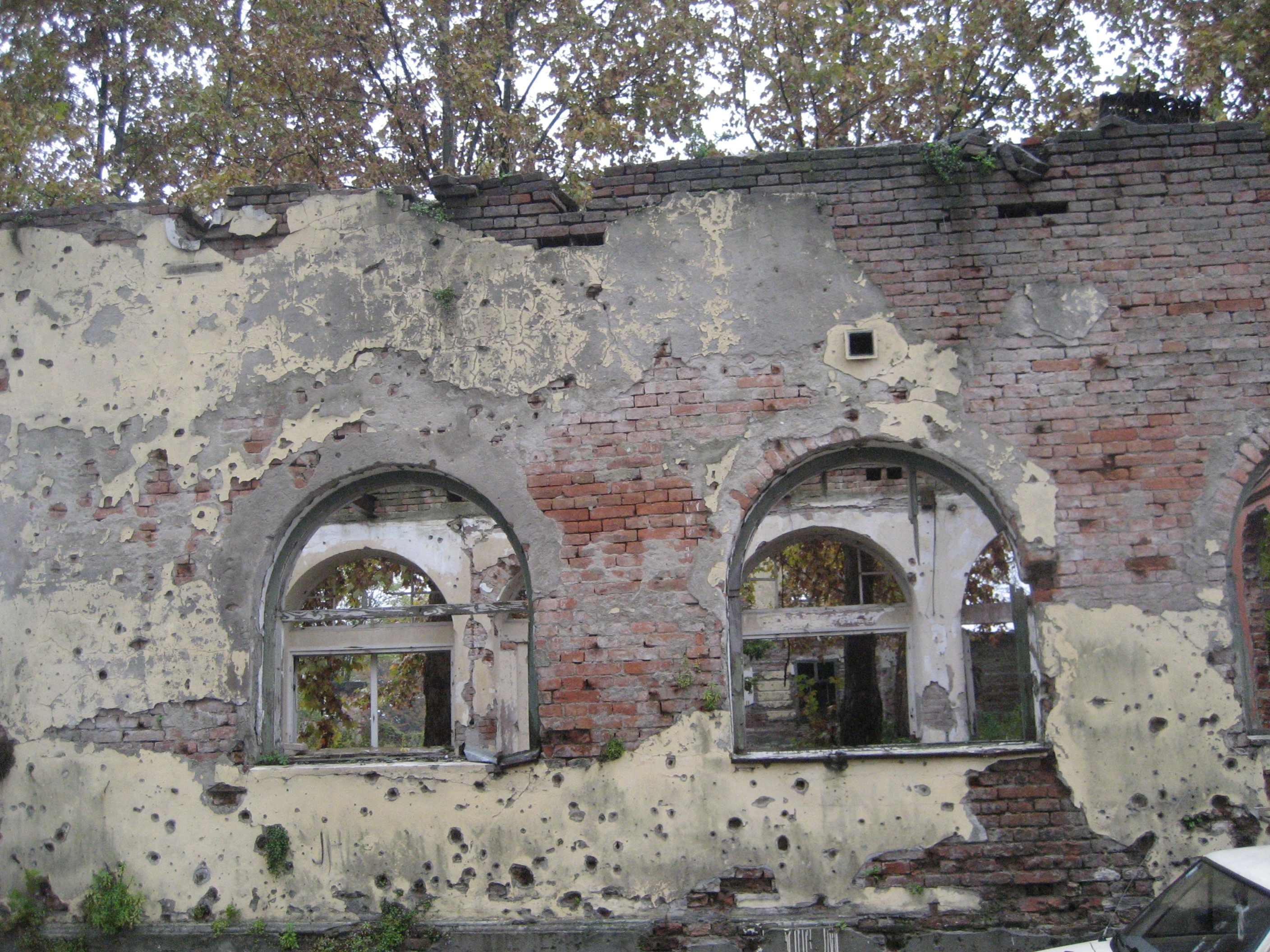
Gran parte del tejado había desaparecido después de la guerra
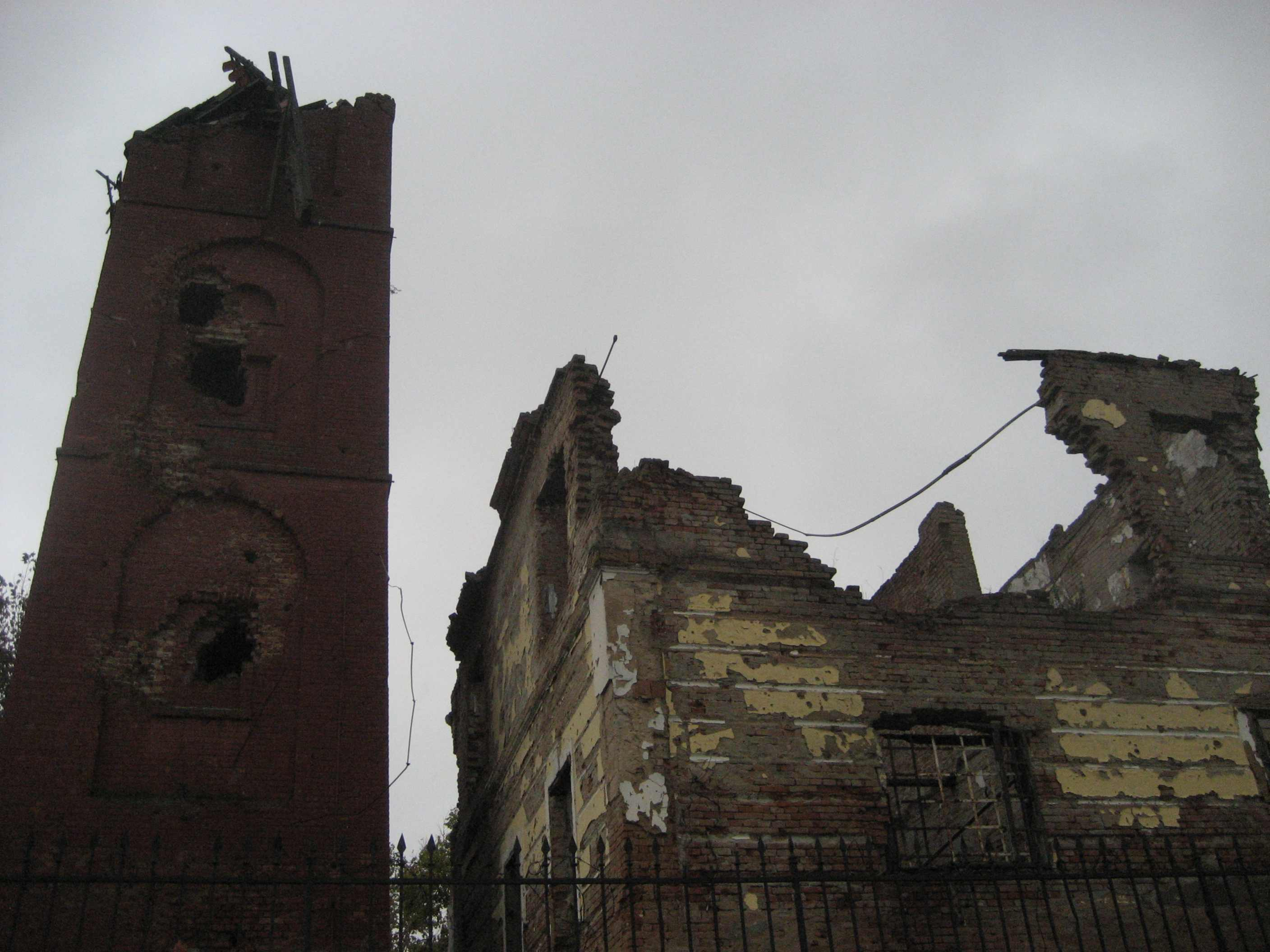
La torre dañada y parte del edificio
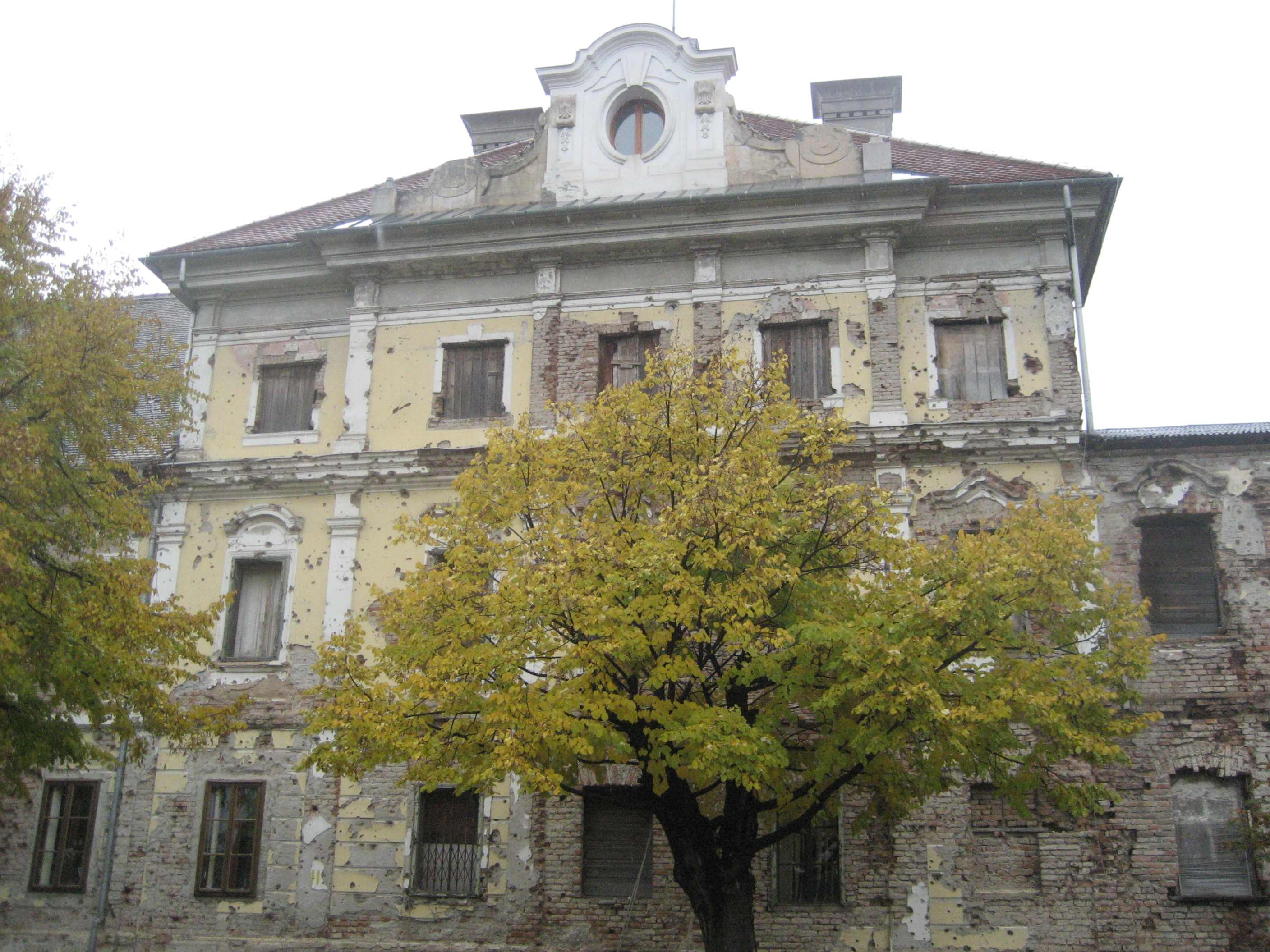
Fachada principal dañada